# Anatoli Sergejewitsch Kulikow

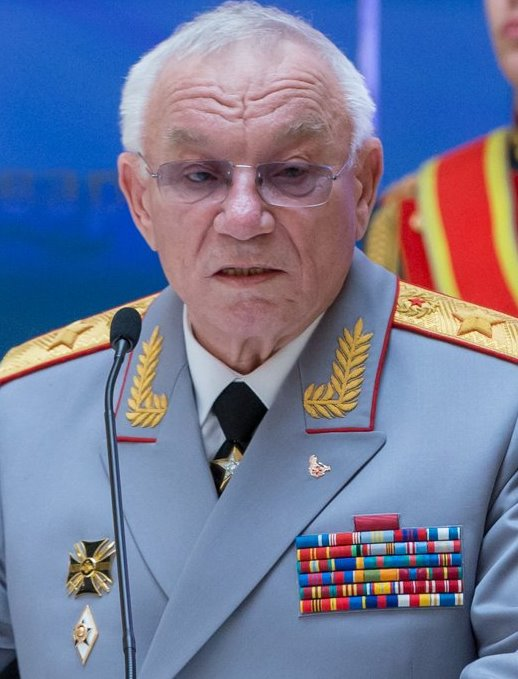
Anatoli Kulikow, 2018

Anatoli Sergejewitsch Kulikow (russisch Анатолий Сергеевич Куликов; * 4. September 1946 in Aigurski, Region Stawropol) ist ein russischer General und Politiker.

## Biographie
Kulikow absolvierte 1966 die Sergo Ordschonikidse-Militärschule des Innenministeriums der RSFSR, 1974 die Frunse-Militärakademie und 1990 die Woroschilow-Militärakademie des Generalstabes der Streitkräfte der Russischen Föderation in Moskau. Vom Dezember 1992 bis Juli 1995 fungierte Kulikow als stellvertretender Innenminister Russlands.
Er war von 1995 bis 1998 Innenminister der Russischen Föderation. Zudem hatte er von 1997 bis 1998 die Position des stellvertretenden Ministerpräsidenten Russlands inne. Die Einheiten, welche im Frühjahr 1995 während des Ersten Tschetschenienkriegs im Dorf Samaschki außer Kontrolle gerieten, standen unter seinem Kommando.
Kulikow ist verheiratet und hat drei Kinder.

## Auszeichnungen
Beförderungen
- 15. Februar 1988: Generalmajor
- 19. Februar 1993: Generalleutnant
- 7. Oktober 1993: Generaloberst
- 7. November 1995: Armeegeneral

- Verdienstorden für das Vaterland III. Klasse (1996)
- Orden der Ehre
- Tapferkeitsorden
- Orden „Für den Dienst am Vaterland in den Streitkräften der UdSSR“ III. Klasse
- Medaille „Für einwandfreien Dienst“ I. Klasse
- Medaille „Für einwandfreien Dienst“ II. Klasse
- Medaille „Für einwandfreien Dienst“ III. Klasse
- Medaille „Veteran der Streitkräfte der UdSSR“
- Jubiläumsmedaille „Zum Gedenken an den 100. Geburtstag von Wladimir Iljitsch Lenin“
- Medaille „50 Jahre Streitkräfte der UdSSR“
- Medaille „60 Jahre Streitkräfte der UdSSR“
- Medaille „70 Jahre Streitkräfte der UdSSR“
- weitere Medaillen